# Scott Roth
Scott Edward Roth (Cleveland, 3 giugno 1963) è un ex cestista e allenatore di pallacanestro statunitense, professionista nella NBA, in Turchia, Spagna e Grecia.

## Carriera
Venne selezionato dai San Antonio Spurs al quarto giro del Draft NBA 1985 (82ª scelta assoluta).